# Kakao M
Kakao M (tiếng Hàn: 카카오M; trước đây là Seoul Records, YBM Seoul Records và LOEN Entertainment) là một công ty giải trí của Hàn Quốc được thành lập bởi Min Yeong-bin vào năm 1978. Nó hiện là một trong những công ty phân phối âm nhạc lớn nhất tại Hàn Quốc. Công ty hoạt động như một hãng thu âm, công ty tài năng, công ty sản xuất âm nhạc, tổ chức sự kiện, công ty sản xuất buổi hòa nhạc và nhà xuất bản âm nhạc.
Tính đến năm 2015, nó là công ty thu âm hàng đầu tại Hàn Quốc về doanh thu thuần theo số liệu thống kê của Hiệp hội Công nghiệp Nội dung Âm nhạc Hàn Quốc (KMCIA) thông qua bảng xếp hạng âm nhạc Gaon (30,4%), nó cũng là công ty đứng thứ hai về doanh số bán album (25,4%). LOEN Entertainment trở thành công ty con của Kakao vào tháng 1 năm 2016 và được đổi tên 2 năm sau đó.
Doanh thu phân phối âm nhạc chiếm phần lớn lợi nhuận của công ty, với 93,9% doanh thu đến từ việc phân phối trực tuyến. Hãng đĩa cũng phân phối đĩa CD của một số công ty giải trí khác ở Hàn Quốc thông qua chi nhánh 1theK, nhưng chỉ nhận được chưa đến 5% doanh thu từ các công ty giải trí khác.
Vào ngày 2 tháng 3 năm 2021, công ty không còn tồn tại sau khi hoàn thành việc sáp nhập với KakaoPage. Việc sáp nhập dẫn đến việc hình thành một công ty mới, Kakao Entertainment.

## Lịch sử

### 1978–2008: Thành lập Seoul Records
Kakao M được thành lập với tên gọi Seoul Records vào năm 1978 bởi Min Yeong-bin với tư cách là công ty con của YBM Sisa, một công ty chủ yếu tham gia vào việc xuất bản băng học ngôn ngữ. Công ty được đăng ký chính thức vào năm 1982 và đến năm 1984, công ty bắt đầu sản xuất và phân phối âm nhạc cổ điển và truyền thống. Seoul Records được đăng ký như một công ty đầu tư mạo hiểm vào năm 1999 khi bắt đầu bàn album trong khi điều hành một cửa hàng trực tuyến. Năm 2000, tên của công ty được đổi thành YBM Seoul Records và niêm yết trên thị trường KOSDAQ. Công ty tham gia IFPI vào năm 2003. SK Telecom của Hàn Quốc đã mua 60% cổ phần của công ty vào năm 2005 và YBM Seoul Records sau đó trở thành một phần của SK Group.

### 2008–2016: Đổi tên thành LOEN Entertainment
Vào năm 2008, công ty được gọi là LOEN Entertainment. LOEN là từ viết tắt của: Live On Entertainment Networks và LOve + ENtertainment
Kakao M phụ trách dịch vụ phân phối âm nhạc trực tuyến MelOn của SK Telecom vào năm 2009. MelOn hiện là trang nghe nhạc trực tuyến được sử dụng nhiều nhất tại Hàn Quốc.
Vào năm 2012, công ty đã ký kết một thỏa thuận với trang web phát trực tuyến Viki để nội dung của các nghệ sĩ của họ (chẳng hạn như IU, Brown Eyed Girls và Drunken Tiger) sẽ được giới thiệu trên trang web của họ.
Vào tháng 8 năm 2012, các nghệ sĩ thu âm dưới sự chỉ đạo của Kakao M đã hợp tác phát hành một EP hợp tác mang tên LOEN Tree Summer Story với tên gọi chung là "LOEN Tree".
Vào ngày 18 tháng 7 năm 2013, Affinity Equity Partners, thông qua công ty con Star Invest Holdings Ltd., đã mua 52,56% cổ phần của Kakao M, để lại SK Group chỉ còn 15% cổ phần. Năm tháng sau, Star Invest Holdings mua lại 8,83% cổ phần của RealNetworks, Inc.. Công ty đã được cải tổ lại và chia thành 2 nhãn hiệu: "LOEN Tree" (Jo Yeong-cheol) và "Collabodadi" (Shinsadong Tiger).
Vào ngày 18 tháng 12 năm 2013, Kakao M đã mua lại 70% cổ phần của Starship Entertainment, đưa nó thành một công ty con độc lập của công ty.

### 2016–nay: Được mua lại bởi Kakao và đổi tên
Vào ngày 11 tháng 1 năm 2016, Kakao M đã được mua lại bởi Kakao Corporation.
Vào ngày 11 tháng 5 năm 2017, LOEN Entertainment đã công bố liên minh sản xuất phim truyền hình chiến lược, với công ty con sản xuất phim truyền hình Studio Dragon Corporation của CJ E&M. Trong số các kế hoạch của liên minh là sản xuất phim truyền hình dựa trên trang web truyện tiểu thuyết và webtoon của KakaoPage và webtoon của Daum (bản quyền được quản lý bởi Podotree, công ty con quản lý trang web văn học của Kakao). (LOEN Entertainment lần đầu tiên tham gia vào lĩnh vực sản xuất phim truyền hình cách đây 3 năm thông qua bộ phim truyền hình cáp Another Parting, với sự tham gia của Seo In-guk và Wang Ji-won.) Vào ngày 25 tháng 8, LOEN Entertainment thông báo rằng công ty liên doanh với Studio Dragon sẽ là được gọi là Mega Monster.
Công ty cũng đã ký hợp đồng với nữ diễn viên Kim So-hyun thông qua việc thành lập công ty độc lập của riêng cô, E&T Story Entertainment, được điều hành bởi người quản lý lâu năm của cô là Park Chan-woo.
Sau khi được sự chấp thuận của ban giám đốc công ty trong một cuộc họp ngày 20 tháng 12, công ty được gọi là Kakao M Corporation (tiếng Hàn: 주식회사 카카오엠) kể từ ngày 23 tháng 3 năm 2018. Chữ M trong tên công ty mới là từ viết tắt của 3 cụm từ: Melon (dịch vụ âm nhạc trực tuyến hàng đầu của công ty), Music (hoạt động kinh doanh chính của công ty) và Media (một lĩnh vực kinh doanh khác mà công ty sẽ phát triển trong tương lai). Công ty cũng sẽ có một khẩu hiệu mới là We Entertain.
Chỉ một tháng trước khi công ty ra mắt lại với tên mới, Sean Seong-hoon Park đã từ chức cả hai vị trí CEO của công ty và giám đốc chiến lược của công ty mẹ và sau đó chuyển sang Netmarble Games. Ông được thay thế bởi trưởng bộ phận của MelOn, Lee Jae-wook.
Vào ngày 28 tháng 2 năm 2021, các bài hát được phân phối bởi Kakao M đã bị xóa khỏi Spotify sau khi hợp đồng cấp phép với dịch vụ phát trực tuyến hết hạn. Họ đã giải quyết vụ việc trong một tuyên bố, trích dẫn dịch vụ phát trực tuyến là bên đã thực hiện điều đó. Vào ngày 11 tháng 3 năm 2021, Kakao M đã gia hạn hợp đồng cấp phép với Spotify.
Vào tháng 3 năm 2021, Kakao M và KakaoPage đã sáp nhập thành một công ty có tên Kakao Entertainment, đồng thời có hệ thống đại diện riêng với tên gọi "M Company".

## Bản sắc công ty

### Tên công ty
Tên công ty là Kakao M, chữ M là từ viết tắt của:
- Melon (dịch vụ âm nhạc trực tuyến hàng đầu của công ty)
- Music (hoạt động kinh doanh chính của công ty)
- Media (một lĩnh vực kinh doanh khác mà công ty sẽ tiến tới trong tương lai)

### Logo

Logo của Kakao M (2018–nay)

### Số danh mục
Tính đến  năm 2015, Kakao M hiện đang sử dụng 2 loại mã số cho các tác phẩm âm nhạc: L10000**** (hiện có hậu tố -5000) và L20000**** (hiện có hậu tố -1000).

## Tranh cãi

### Gian lận giá
2011
Kakao M, cùng với SK Telecom, công ty mẹ lúc bấy giờ, là 1 trong 15 công ty bị Ủy ban Thương mại Công bằng Hàn Quốc (KTFC) phạt và kiện vì gian lận giá vào năm 2011. Công ty này đã bị phạt 9,6 triệu USD vì vai trò của mình trong kế hoạch này.
2016
Vào ngày 9 tháng 10 năm 2016, Tòa án Tối cao Hàn Quốc đã tuyên phạt mỗi người 100 triệu KRW cho Kakao M và đối thủ cạnh tranh gần nhất của nó là Genie Music (trước đây được gọi là KT Music) vì thông đồng trong việc ấn định giá, bắt nguồn từ một vụ án được đệ trình vào năm 2008. Đồng CEO Shin Won-soo, người là CEO duy nhất vào thời điểm đó, cũng bị kết án bồi thường 10 triệu KRW.

### Ăn cắp tiền bản quyền
Vào ngày 26 tháng 9 năm 2019, cựu CEO Shin của LOEN Entertainment, cựu phó chủ tịch Lee, cựu giám đốc HQ Kim đã bị buộc tội ăn cắp 18,2 tỷ KRW tiền bản quyền từ Melon, các nghệ sĩ và nhà sản xuất.

### Xung đột quảng báIncredible
Vào năm 2013, Kakao M đã thực hiện một thỏa thuận với C-JeS Entertainment để quảng bá và phân phối album phòng thu thứ hai Incredible của Junsu. Vài ngày trước khi phát hành album, C-Jes được Kakao M thông báo rằng họ sẽ phân phối album nhưng đã loại bỏ kế hoạch tiếp thị quảng bá và phát sóng buổi giới thiệu sắp tới của Junsu trên MelOn, mặc dù họ có thể phát sóng nó trên LOEN TV. Các biểu ngữ quảng cáo liên quan đến việc phát hành album trên MelOn cũng biến mất khỏi các tài khoản mạng xã hội của Kakao M. C-JeS sau đó đe dọa rằng họ sẽ xóa những đề cập liên quan đến Kakao M khỏi buổi giới thiệu sắp tới của Junsu và nộp đơn kháng cáo dân sự lên Ủy ban Thương mại Công bằng, Chống Tham nhũng và Ủy ban Dân quyền.
Đáp lại, Kakao M nói rằng họ vẫn đang thảo luận về việc quảng bá album và chưa có gì được xác nhận trước khi bài báo liên quan được phát hành. Họ chỉ vào trang sự kiện giới thiệu trên trang chủ của MelOn vẫn đang được đăng tải như một bằng chứng cho thấy các hoạt động quảng bá vẫn đang diễn ra theo kế hoạch. C-JeS trả lời rằng họ đã bắt đầu nhận được đơn đặt hàng trước cho album và chỗ ngồi cho sự kiện giới thiệu mà không có phản hồi từ Kakao M.
Sau sự chú ý của giới truyền thông, hai công ty đã gặp nhau vào ngày 8 tháng 7 và giải quyết tranh chấp. Incredible đã được quảng bá và phân phối bởi Kakao M theo kế hoạch.

## Kinh doanh
Kakao M có 3 công ty, mà khái niệm này gọi là "company in company" (CIC). Công ty cũng có kế hoạch thành lập một công ty khác trong tương lai.

### Melon Company
Melon Company (tiếng Hàn: 멜론컴퍼니; Romaja: mellon keompeoni) là công ty dịch vụ âm nhạc trực tuyến của Kakao M, điều hành Melon (viết tắt của melody on), dịch vụ âm nhạc nổi tiếng nhất ở Hàn Quốc, với 59% tổng số người dùng ở Hàn Quốc tính đến tháng 11 năm 2013. Năm đó, Soompi xếp MelOn là thực thể có ảnh hưởng lớn thứ ba trong ngành công nghiệp K-pop.

### Music Content Company

Logo của LOEN Music và 1theK.

Music Content Company (tiếng Hàn: 음악컨텐츠컴퍼니; Romaja: eum-ak keontencheu keompeoni) là công ty sản xuất nội dung âm nhạc của Kakao M, bao gồm thương hiệu nội dung âm nhạc 1theK (được gọi là LOEN Music cho đến tháng 2 năm 2014), cổng bán vé Melon Ticket, và phân phối hơn 300 bản nhạc mỗi năm, hợp tác với các công ty độc lập để đầu tư vào sản xuất âm nhạc. Tên "1theK" cho thấy mục đích của nó là tạo ra một nguồn cho nội dung K-pop trên toàn thế giới.

#### Đa nhãn hiệu
Kakao M quản lý các nghệ sĩ của mình trong công ty Music Content Company, bao gồm LOEN Tree (2012) và Collabodadi (2014). Các nghệ sĩ của Collabodadi đã được chuyển đến LOEN Tree vào tháng 9 năm 2015 và sau đó LOEN Tree được đổi tên thành Fave Entertainment vào tháng 2 năm 2017.
Kakao M đã mua lại công ty độc lập Starship Entertainment vào năm 2013 và công ty con của Cube Entertainment là A Cube Entertainment (sau đó đã được đổi tên Plan A Entertainment) vào năm 2015, cũng như King Kong Entertainment được mua lại bởi Starship vào năm 2015.
Vào tháng 6 năm 2016, Kakao M đã thành lập một công ty độc lập Mun Hwa In.
Vào tháng 12 năm 2017, Kakao M đã thành lập công ty con độc lập E&T Story Entertainment cho nữ diễn viên Kim So-hyun, được dẫn dắt bởi người quản lý lâu năm của cô là Park Chan-woo. Vào tháng 1 năm 2018, công ty độc lập Plan A Entertainment của Kakao M đã tiếp quản công ty này.
Vào ngày 27 tháng 6 năm 2018, Kakao M đã đầu tư chiến lược và tạo quan hệ đối tác với 3 công ty quản lý diễn viên BH Entertainment, J.WIDE Company, Management SOOP và công ty tuyển chọn người mẫu quảng cáo hàng đầu của Hàn Quốc, Ready Entertainment để toàn cầu hóa nội dung của nó.
Vào ngày 13 tháng 1 năm 2019, Kakao M đã mua lại công ty độc lập Blossom Entertainment.
Vào ngày 13 tháng 2 năm 2019, Kakao M đã phát hành một tuyên bố rằng Plan A Entertainment và Fave Entertainment sẽ sáp nhập thành Play M Entertainment vào ngày 1 tháng 4.
Vào ngày 10 tháng 12 năm 2019, Kakao M đã thành lập công ty mới EDAM Entertainment để quản lý nữ nghệ sĩ solo lâu năm của họ, IU.

### Video Content Company
Video Content Company (tiếng Hàn: 영상콘텐츠컴퍼니; Romaja: yeongsang keontencheu keompeoni) là công ty sản xuất phương tiện truyền thông của Kakao M, bao gồm Krispy Studio (một công ty sản xuất nội dung web) và Mega Monster (trước đây là Story Plant, một công ty sản xuất phim truyền hình mà Kakao M đồng sở hữu với công ty con Studio Dragon Corporation của CJ E&M).
Chỉ gần 1 tuần sau khi đổi tên, Kakao M (thông qua Krispy Studio) đã mua lại phần lớn (65,7%) cổ phần trong Nylon Media Korea, nhà xuất bản tạp chí thời trang và làm đẹp ấn bản Hàn Quốc Nylon, từ Seoul Cultural Publishers.

### Khác
Vào tháng 4 năm 2018, Kakao M và công ty mẹ của nó đã thành lập liên doanh CSR là Kakao Impact Foundation.

## Công ty con
Tính đến  tháng 12 năm 2019, các công ty sau đây là công ty con của Kakao M:
- Play M Entertainment[b] (kể từ 2012)
  - E&T Story Entertainment (kể từ 2017)
- EDAM Entertainment (kể từ 2019)
- Cre.Ker Entertainment (kể từ 2012)
- BLUEDOT Entertainment (kể từ 2021)
- Starship Entertainment[53] (kể từ 2013)
  - Starship X (kể từ 2013)
  - Highline Entertainment[c] (kể từ 2017)
  - King Kong by Starship (kể từ 2015)
  - Shownote (kể từ 2019)[54]
- Flex M (kể từ 2020)[55][56]
- GRAYGO[d] (kể từ 2017)
  - Maison de Baja[e] (kể từ 2019)[57]
- Mega Monster[f] (kể từ 2017)
- BH Entertainment (kể từ 2018)
- J-Wide Company (kể từ 2018)
- Management SOOP (kể từ 2018)
- Ready Entertainment (kể từ 2018)
- Awesome ENT (kể từ 2019)
- VAST Entertainment & Media (kể từ 2019)
- Moonlight Film (kể từ 2019)[58][59]
- Sanai Pictures (kể từ 2019)[58][59]
- MTN Entertainment (kể từ 2020)

## Địa điểm
- Jungseok Building, Teheran-ro 103-gil 17, Samseong-dong, Gangnam-gu, Seoul[g]
- Star Hill Building, Bongeunsa-ro 151, Nonhyeon-dong, Gangnam-gu, Seoul[h]
- 12/F Hibro Building, Teheran-ro 503, Samseong-dong, Gangnam-gu, Seoul[i]
- 20/F Sangam DMC Digital Cube, 34 Sangamsan-ro, Sangam-dong, Mapo-gu, Seoul[j]

## Giải thưởng
| Năm  | Giải thưởng                               | Hạng mục                                  | Đề cử              | Result    |
| ---- | ----------------------------------------- | ----------------------------------------- | ------------------ | --------- |
| 2011 | Digital Chosun Ilbo Awards                | Most Trusted Brand (Online Music Service) | MelOn              | Đoạt giải |
| 2011 | App Awards Korea                          | Best Entertainment Application            | MelOn              | Đoạt giải |
| 2012 | Digital Chosun Ilbo Awards                | Most Trusted Brand (Online Music Service) | MelOn              | Đoạt giải |
| 2012 | Korean Digital Business Innovation Awards | Grand Prize (Digital Contents)            | LOEN Entertainment | Đoạt giải |
| 2013 | Gaon Chart Music Awards                   | Music Distribution (Online)               | LOEN Entertainment | Đoạt giải |